# 阿里山紋翅暮蟬
阿里山紋翅暮蟬（学名：Tanna infuscata）为蟬科暮蟬屬下的一个种，成蟲於每年6至8月出沒，常見於嘉義阿里山，具趨光性，臺灣特有種，體型與小暮蟬相似，但體色與同屬差異大（與紋翅暮蟬相近），公蟬體長約23—32（0.91—1.26英寸），母蟬體長約22—24（0.87—0.94英寸），別名「南方紋翅暮蟬」。